# ESPN2
ESPN2はウォルト・ディズニー・カンパニーとハースト・コミュニケーションズが出資するESPN Inc.の姉妹チャンネル。

## 概要
1979年9月7日に開局したESPNの第2チャンネルとして1993年10月に開局。また、ハイビジョン放送ESPN2HDも同じ内容で放送されている。

## 主な番組
- アリーナフットボールリーグ
- フライデーナイトファイト
- NCAAバスケットボール
- WNBA
- メジャーリーグサッカー
- メジャーリーグラクロス
- テニス四大大会
  - 全豪オープン
  - 全仏オープン
  - ウィンブルドン選手権
  - 全米オープン（2009年～）
- NASCARネイションワイド・シリーズ

また、ビリヤード、ポーカー、エクストリームスポーツなども放送されている。